# 北

一個羅盤玫瑰，其中最上方紅色的指針為北方。

北是相對於南的方位名，作爲方位角的起點。面向東方時，北就在左邊。有“上北，下南，左西，右东”之说。
- 北方在西式地图上通常用上方来表示。在中国传统文化中，北方的守护神是玄武。在八卦中坎代表北方，也常用下表示北方，中国的传统地图画常以下为北。

正北是指地理上相對於地球自轉軸的北方，而這個方向的盡頭我們稱之為北極。現時地球的北極位於北冰洋內。除了正北以外，還有以地球磁場“南極”的磁北。磁北和正北並不相同，兩者間有一段距離。
- 北方，有時指中國北方，秦岭-淮河线以北為中国北方地區，與中國南方相對。
- 麻雀上的一張牌，名為「北」
- 此字在大韩民国（韩国）和日本常常用来指朝鲜民主主义人民共和国（北朝鲜）
- 北面，对人称臣称为北面。古代君主面朝南坐，臣子朝见君主则面朝北，臣拜君，卑幼拜尊长，皆面向北行礼，因而居臣下、晚辈之位曰“北面”。

## 另見
- 名稱以開頭的所有条目